# Disco Afrika : Une histoire malgache
Pour plus de détails, voir Fiche technique et Distribution.
Disco Afrika : Une histoire malgache est un film dramatique en langue malgache de 2023 réalisé par Luck Razanajaona, produit par Jonathan Rubin, co-écrit avec François Hébert, Marcelo Novais Teles, Ludovic Randriamanantsoa et avec Parista Sambo dans le rôle principal. Il a été présenté en avant-première mondiale au Festival international du film de Marrakech 2023 et en avant-première européenne 74e Festival international du film de Berlin,, où il a reçu une mention honorable du jury de l’AG Kino – Gilde e.V. (association des cinémas d'art et essai allemands),,.

## Synopsis
Madagascar, aujourd’hui. Kwame, 20 ans, tente de gagner sa vie dans les mines clandestines de saphir. À la suite d'un événement inattendu, il doit rejoindre sa ville natale où il retrouve sa mère, d’anciens amis, mais aussi la corruption qui gangrène son pays. Ballotté par des sentiments contraires, il va devoir choisir entre argent facile et fraternité, individualisme et éveil à une conscience politique.

## Fiche technique
- Titre  : Disco Afrika : Une histoire malgache
- Réalisation : Luck Razanajaona
- Scénario : François Hébert, Marcelo Novais Teles, Ludovic Randriamanantsoa, Luck Razanajaona
- Musique : Pierre Gratacap
- Décors : Florence Dumont
- Costumes : Sandra Rajaonarivo
- Photographie : Raphaël O’Byrne
- Son : Julien Verstraete
- Montage : Marianne Haroche, Patrick Minks
- Montage son : Pierre George
- Direction de production : Jonathan Rubin, Herizo Rabary Razanamasy

- Production déléguée : Jonathan Rubin, François Magal
  - Coproduction : Herizo Rabary Razanamasy, Nicole Gerhards, David Constantin, Carolyn Carew

- Société de production déléguée : WE FILM
  - Sociétés de coproduction : Africamadavibe Production, NiKo FILM, Caméléon Production, Free Women Films
- Société de distribution : Sudu Connexion
- Budget : 0,7 millions €
- Pays de production :  France,  Madagascar,  Allemagne,  Maurice,  Afrique du Sud,  Qatar
- Langue originale : malgache

- Format : couleur — 1,85:1 — son 5.1
- Genre : drame
- Durée : 81 minutes

- Dates de sortie : 
  - Maroc : 30 novembre 2023 (Festival international du film de Marrakech)
  - Allemagne : 19 février 2024 (Berlinale)
  - Canada : 11 avril 2024 (Festival international du film de Toronto)
  - États-Unis : 20 mai 2024 (Festival international du film de Seattle)
  - Espagne : 25 mai 2024 (Festival de cinéma africain de Cordoue)
  - Afrique du Sud : 21 juillet 2024 (Durban International Film Festival)
- Classification :
  - France : tout public

## Distribution
- Parista Sambo : Kwame
- Laurette Ramasinjanahary : Mama
- Joe Lerova : Idi
- Drwina Razafimahaleo : Bezara
- Jérôme Oza : Babaa

## Production

### Genèse et développement
Luck Razanajaona rencontre le producteur Jonathan Rubin lors du Durban International Film Festival en 2016, où il présente son projet au Durban FilmMart,. Le développement du scénario de ce premier long métrage, qui aborde des thèmes chers à l’auteur — la jeunesse, l’injustice, la corruption dans son pays, la fraternité, et l’éveil à une conscience politique — s’étendra sur plusieurs années. En 2018, il collabore avec le scénariste Marcelo Novais Teles, qui l'accompagne dans l’écriture d’un scénario présenté au CineMart du Festival International du Film de Rotterdam, où il remporte le prix Wouter Barendrecht. En 2020, une nouvelle collaboration avec le scénariste François Hébert permet la finalisation du scénario, qui obtient l’Aide aux Cinémas du Monde du CNC. Ce film bénéficie également du soutien de la Région Réunion, du Fonds Images Francophones de l’OIF, du Fonds Jeunes Création Francophone, des Ateliers de l’Atlas, du Doha Film Fund, et du Fonds Images Francophones / TV5Monde Plus.

### Tournage
Le tournage du film se déroule du 20 juin 2022 au 29 juillet 2022 dans la ville de Tamatave à Madagascar.

## Diffusion
Le film a fait sa première mondiale le 30 novembre 2023 au Festival international du film de Marrakech et sa première européenne le 19 février 2024 au 74e Festival international du film de Berlin à la Haus der Kulturen der Welt.

## Réception
Fabien Lemercier, qui a fait une critique du film à la Berlinale pour Cineuropa, a écrit que Luck Razanajaona offre à "l’île rouge" sa première participation à un grand festival international avec un cinéaste local. Des racines authentiques qui offrent au film un charme pur sous la surface de sa simplicité doublé d’un portrait acéré des dessous d’une situation politico-économique chaotique où les trafics s’invitent et où les périlleuses luttes démocratiques ne datent pas d’hier.
Tentant de capturer l’âme de Madagascar (ses rites ancestraux) et de tisser des liens entre les époques pour honorer la permanence de l’esprit de résistance et dénoncer la gabegie collective orchestrée au bénéfice de certains, Luck Razanajaona met en scène un film engagé et très instructif, utilisant astucieusement radio, chansons et photos pour nourrir une intrigue très simple. Un petit théâtre sous forme de "coming of age" véhiculant des idées universelles sur l’oppression, la corruption, la révolution et les choix dangereux à faire pour essayer de changer les choses et trouver la paix.

## Distinctions

### Récompense
- Berlinale 2024 : Mention honorable du jury de l’AG Kino – Gilde e.V. (association des cinémas d'art et essai allemands)[19]
- Festival de cinéma africain de Tarifa 2024 : Prix de la coopération espagnole & Prix d’interprétation masculine[20]
- Afrika Film Festival Köln 2024 : Prix du Jury[21]

### Sélections
- Berlinale 2024[3]
- Festival international du film de Marrakech 2023[1]
- TIFF Next Wave 2024[22]
- Vues d’Afrique 2024[23]
- Festival del Cinema Africano, d'Asia e America Latina 2024[24]
- Seattle International Film Festival 2024[25]
- Festival de cinémas africain de Tarifa 2024[20]
- Afrika Film Festival Köln 2024[26]
- Durban International Film Festival 2024[27]
- Festival Internacional de Cine Guanajuato 2024[28]
- Festival Cinémas d’afrique de Lausanne 2024[29]
- Der Neue Heimatfilm 2024[30]
- Roffa Mon Amour 2024[31]
- Festival du film de Sarajevo 2024[32]
- Mostra de Cinemas Africanos 2024[33]
- Film by the Sea 2024[34]
- Festival international du film francophone de Namur 2024